# Joseph Rogues de Fursac
Marie Henri Joseph Pierre Étienne Rogues de Fursac (* 20. Dezember 1872 in Cognac-la-Forêt; † 1942) war ein französischer Psychiater.
Rogues de Fursac promovierte 1899 an der Sorbonne zum Doktor der Medizin.
Sein Werk Un mouvement mystique contemporain. Le Réveil religieux du Pays de Galles (1904–1905) beschäftigt sich mit der Erweckungsbewegung von Wales der Jahre 1904/05.

## Werke
- Manuel de psychiatrie. Paris 1903 (  Online)
- Les écrits et les dessins dans les maladies nerveuses et mentales. Paris 1905
- Un mouvement mystique contemporain. Le Réveil religieux du Pays de Galles (1904–1905). Paris: Félix Alcan 1907

| Personendaten    | Personendaten                                                            |
| ---------------- | ------------------------------------------------------------------------ |
| NAME             | Rogues de Fursac, Joseph                                                 |
| ALTERNATIVNAMEN  | Rogues de Fursac, Marie Henri Joseph Pierre Étienne (vollständiger Name) |
| KURZBESCHREIBUNG | französischer Psychiater                                                 |
| GEBURTSDATUM     | 20. Dezember 1872                                                        |
| GEBURTSORT       | Cognac                                                                   |
| STERBEDATUM      | 1942                                                                     |